# The Peel

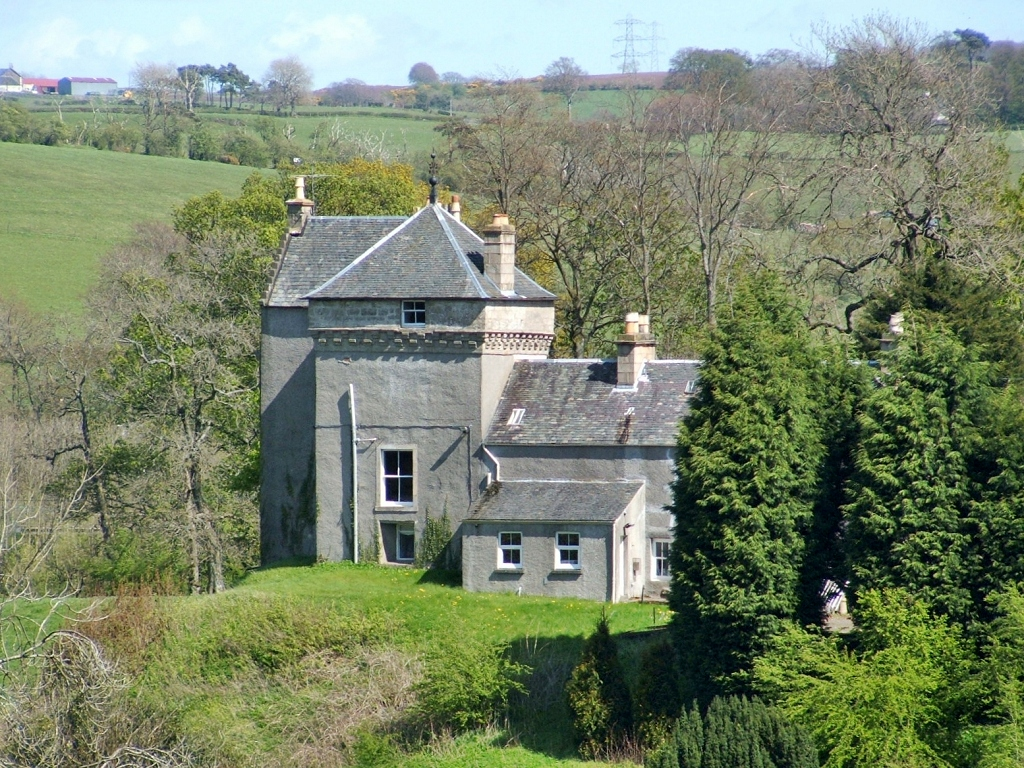
The Peel

The Peel ist ein Tower House nahe der schottischen Stadt East Kilbride in der Council Area South Lanarkshire. 1963 wurde das Bauwerk in die schottischen Denkmallisten in der höchsten Denkmalkategorie A aufgenommen. Die ehemaligen Stallungen von The Peel sind eigenständig als Kategorie-A-Denkmal klassifiziert.

## Beschreibung
Das Gebäude steht isoliert zwischen East Kilbride und Thorntonhall in South Lanarkshire, Busby in East Renfrewshire und Carmunnock in der Council Area Glasgow. Nördlich verläuft das Kittoch Water, das westlich in das White Cart Water mündet.
Die ältesten Teile des vierstöckigen Wehrturms stammen vermutlich aus dem frühen 16. Jahrhundert. Im Laufe der Jahrhunderte wurde The Peel mehrfach erweitert. Bauphasen sind im 17. und 18. Jahrhundert sowie 1878 verzeichnet. Das Tower House bildet heute die nordwestliche Ecke des Komplexes. Während das Mauerwerk vermutlich vollständig im ursprünglichen Zustand erhalten ist, stammt das abschließende Satteldach aus neuerer Zeit. Die Fassaden sind mit Harl verputzt. Der nebenliegende Treppenturm überragt das Tower House. Er stammt vermutlich aus dem 17. Jahrhundert. In südlicher und östlicher Richtung erstrecken sich Flügel aus späteren Bauphasen.
Die östlich gelegenen Stallungen stammen aus dem 17. Jahrhundert. Ihre Giebel sind als Staffelgiebel gearbeitet.